# Vierkeizerjaar

Het Romeinse Rijk in het Vierkeizerjaar. De verschillende kleuren geven aan welke provinciae aan welke troonpretendent loyaal waren.

Het Vierkeizerjaar, ook wel Driekeizerjaar genoemd, is een bijzonder turbulent jaar waarin veel Romeinse legioenen zijn betrokken en vier keizers elkaar in korte tijd opvolgen. Deze burgeroorlogen beginnen in maart van het jaar 68 met de opstand van Vindex en eindigen met het uitroepen van Vespasianus tot keizer op 20 december 69.

## Hoofdrolspelers
De belangrijkste personen die een rol gaan spelen zijn in maart 68:
- Aulus Caecina Alienus, een commandant in Germania Superior, opvolger van Verginius Rufus en een van de bevelvoerders van Vitellius.
- Nero Claudius Caesar Augustus Germanicus, reeds 14 jaar keizer van Rome.
- Gaius Julius Vindex, senator en gouverneur van Gallia Lugdunensis onder het bevel van Galba, gevestigd in Lugdunum (het huidige Lyon).
- Hordeonius Flaccus, Legatus (gouverneur) van Germania Superior.
- Lucius Clodius Macer, gouverneur van Africa.
- Galba, gouverneur van Hispania Tarraconensis (het huidige Spanje), telg uit een oude aristocratische familie, leeftijd: 70 jaar.
- Otho, reeds 10 jaar gouverneur van Hispania Lusitania, een extravagante man, 36 jaar oud.
- Lucius Calpurnius Piso Frugi Licinianus, kortweg Piso. Jonge aristocraat, achter-achter-kleinzoon van Sextus Pompeius.
- Vitellius, favoriet van Tiberius op Capraea (Capri), waar hij de bijnaam spintria (schandknaap) verwierf en lieveling van Caligula en Nero. Berucht om zijn vraatzucht en wreedheid.
- Vespasianus, generaal, in oorlog tegen de Joodse Opstand in Judea sinds 68.

## Oorzaak van de onrust

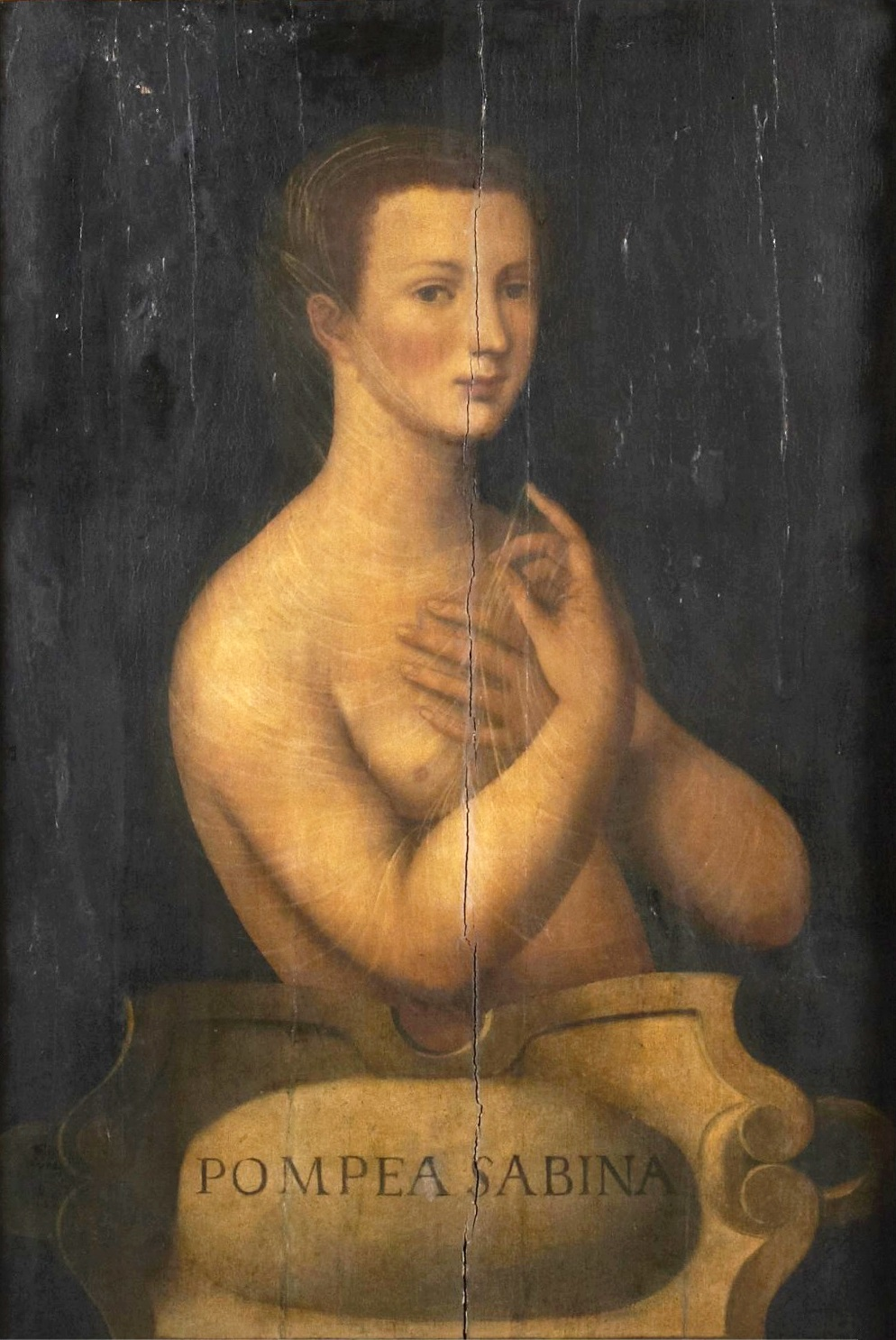
Sabina Poppaea

Relevante gebeurtenissen vóór maart 68:
Er heerste grote onvrede over het corrupte bewind van Nero, vooral onder de gouverneurs van de provincies. Nero had Otho in 58 tot gouverneur benoemd zodat hij Otho's aantrekkelijke vrouw, Sabina Poppaea, voor zich alleen kon hebben. Hij nam haar in 62 officieel tot zijn tweede vrouw, maar schopte haar drie jaar later dood. Galba werd rond 67 in Hispania benoemd tot gouverneur.

## Het jaar 68
- Maart: Vindex begint een opstand tegen de corrupte regering van Nero. Hij vindt grote steun onder de lokale bevolking die zich onderdrukt voelt. Hij wist een legermacht van ongeveer 100.000 man op te bouwen. Aangezien hij beseft dat hij geen kans heeft ooit als keizer van Rome geaccepteerd te worden, vraagt hij de steun van Galba. Galba accepteert. Vindex' leger rukt op en neemt Lugdunum in. Dan rukken ze op in de richting van Vesontio (het huidige Besançon). Het nieuws van het enorme leger van Vindex bereikt Rome en veroorzaakt grote paniek. Nero's steun in Rome brokkelt snel af.
- Maart/april: Door de gebeurtenissen met Poppaea, koesterde Otho een grote wrok tegen Nero en sloot zich aan bij de opstand van Galba. Bovendien hoopte Otho  dat Galba hem dan als opvolger zal benoemen, gezien zijn hoge leeftijd.
- 2 april: Galba benoemt zichzelf tot princeps.
- April: Door de gebeurtenissen in het noorden, durft ook Clodius Macer in opstand tegen Nero te komen. Hij weigert echter de verzoeken van Galba zich bij hem aan te sluiten maar hoopt zelf keizer te worden. Hij krijgt later Carthago in handen, de haven die voor de toevoer van graan uit Noord-Afrika van levensbelang is voor Rome.
- Mei: Vindex' leger wordt bij Vesontio geconfronteerd met de legioenen van Verginius Rufus, die oorspronkelijk trouw aan Nero was gebleven en was opgerukt om Vindex' opstand te onderdrukken. Na mislukte onderhandelingen tussen Vindex en Verginius Rufus, wordt Vindex' leger verslagen. Vindex pleegt zelfmoord. De troepen van Verginius Rufus willen hem uitroepen tot keizer.
- 9 juni: Nero pleegt onder grote druk zelfmoord nadat hij door de senaat is veroordeeld tot dood door geseling. Galba krijgt de titel Augustus en wordt keizer van Rome.
- Oktober: Galba komt in Rome aan en laat Clodius Macer diezelfde maand vermoorden. In Germania wordt Gaius Fonteius Capito vermoord door Fabius Valens en Aulus Caecina Alienus.
- Eind november: Galba zet Verginius Rufus af als gouverneur van Germania Superior en benoemt Hordeonius Flaccus. Deze blijkt ziekelijk en niet in staat zijn troepen te commanderen.
- Begin december: Vitellius wordt, tot ieders verrassing, benoemd tot commandant van de legioenen in Germania Inferior en wint door aan al hun eisen tegemoet te komen al snel de gunst van de troepen.

## Het jaar 69
- 1 januari. De legioenen in Germania Superior weigeren de eed aan Galba af te leggen en komen in opstand. Ze roepen Vitellius, die nauwelijks een maand eerder is aangesteld, tot princeps uit. De legioenen van Germania Inferior, onder leiding van Fabius Valens die de voormalige commandant Verginius Rufus in een kwaad daglicht stelt bij Vitellius, sluiten zich aan bij de legioenen onder leiding van Aulus Caecina Alienus, de commandant van Germania Superior en het gigantische leger rukt in twee collonnes op naar Rome, een onder leiding van Caecina door de Alpen, de ander onder leiding van Valens door de Rhônevallei. Vitellius blijft achter en weet steun te krijgen van de legioenen van Gallië en Brittannië.
- 10 januari. Galba benoemt Piso tot zijn opvolger. Otho voelt zich gepasseerd en koopt de pretoriaanse garde om, om hun eigen keizer te vermoorden. Hij belooft 15.000 denarii aan elk van de twaalf sleutelfiguren van de garde. Diezelfde dag bereikt in Rome het nieuws van de opstand van Vitellius in neder Germanië en de oprukkende legioenen richting Rome.
- 15 januari. Galba wordt door zijn eigen lijfwacht vermoord. Piso wordt ook vermoord tegelijk met vele anderen. Geconfronteerd met de moorden en de dreiging van Vitellius roept de wanhopige senaat Otho uit tot keizer van Rome.
- 14 april. De legioenen uit Germanië leveren slag met het leger van Otho in de Eerste Slag bij Bedriacum. Het wordt een bloedbad en 40.000 man van Otho's leger worden gedood. Verginius Rufus, die tot consul was uitgeroepen door Otho, wordt door de troepen uitgeroepen tot keizer, maar hij weigert voor de derde keer.
- 19 april. Otho is ontroostbaar na het verschrikkelijke nieuws van de veldslag bij Bedriacum en pleegt zelfmoord. De senaat roept Vitellius uit tot de nieuwe keizer van Rome.
- Rond 1 juli. De legioenen van Judea en Alexandrië roepen Vespasianus uit tot keizer.
- Begin juli. Vitellius komt met een leger van 60.000 man aan in Rome en maakt een schitterende en indrukwekkende optocht.
- Midden juli. De legioenen van Syria, onder leiding van Gaius Licinius Mucianus sluiten zich aan bij Vespasianus. Ook legioenen uit Oost-Europa, onder leiding van Marcus Antonius Primus, oorspronkelijk door Otho ingeroepen om te hulp te komen voor de Slag bij Bedriacum maar die niet op tijd konden komen, sluiten zich aan bij Vespasianus' leger.
- 18 juli. De senaat geeft Vitellius formeel de titel Augustus.
- Augustus. Vespasianus geeft zijn zoon Titus het bevel over Judea en vertrekt naar Alexandrië om de haven waar graan naar Rome wordt verscheept te veroveren. Mucianus rukt met het Syrische leger van zo'n 20.000 man op naar Italië. In Noord-Italië arriveert Primus met zijn leger.
- Oktober. Primus begint een offensief in Noord-Italië.
- 24-25 oktober. In de Tweede Slag bij Bedriacum wordt het leger van Vitellius verslagen.
- 17 december. Vitellius wil aftreden maar hij wordt gedwongen aan te blijven.
- 20 december. Primus marcheert Rome binnen met zijn leger in de naam van Vespasianus. Vitellius wordt vermoord. De senaat roept Vespasianus uit tot de nieuwe keizer terwijl Primus' leger Rome plundert en een bloedbad aanricht onder de aanhangers van Vitellius.
- 21 december. Mucianus arriveert met het Syrische leger en herstelt de orde.